# Soccor Velho
Soccor Velho (Goa, 27 de julio de 1983 - Goa, 23 de junio de 2013) fue un futbolista profesional indio que jugaba en la demarcación de centrocampista hasta la fecha de su muerte con el Air India FC, equipo de la I-League.

## Carrera
Soccor Velho debutó en 2003 a la edad de 20 años con el Cabral SC. Tras dos años en el club, fue traspasado al Golden Gunners, que tras una temporada no muy fructífera el club decidió ceder al jugador al Air India FC en 2006. Tras pasar su año de cesión el club finalmente traspasó al jugador al Central Railway. Tras fichar por el club, Soccor contribuyó al equipo dejándolo en el segundo puesto de la Mumbai Elite Division y habiendo marcado un gol. También marcó dos veces en la Elite Division con el Central Railway, acabando en cuarta posición en 2007. En julio, Velho marcó un hat-trick al equipo sub-19 del Air India's under-19, partido que acabó con un resultado de 7–1 en los cuartos de final de la Copa Nadkarni; en la cual, marcó el primer gol en la final contra el ONGC FC. Finalmente en 2007, Soccor volvió al Air India FC, equipo de la I-League en el que permaneció hasta la fecha de su muerte.

## Muerte
El 22 de junio de 2013 Velho participó en un partido amistoso entre el Margao XI y la selección de fútbol de la India sub-19 en Goa. Velho jugó para el Margao en el partido, completando los 90 minutos. Luego del partido Velho se retiró, y de acuerdo con el entrenador del Salgaocar SC juvenil, Joaquim Crasto, se encontraba completamente bien. Después de llegar a casa, y según las declaraciones del delantero del Dempo SC, Joy Ferrao, Velho cenó y se duchó, quejándose posteriormente de sentirse incómodo, provocándole al final un ataque al corazón.
Finalmente Soccor Velho falleció el 23 de junio de 2013 de camino al hospital de su ciudad natal a los 29 años de edad tras un ataque al corazón.

## Clubes
| Club            | País  | Año         |
| --------------- | ----- | ----------- |
| Cabral SC       | India | 2003 - 2005 |
| Golden Gunners  | India | 2005 - 2006 |
| Air India FC    | India | 2006        |
| Golden Gunners  | India | 2006        |
| Central Railway | India | 2006 - 2007 |
| Air India FC    | India | 2007 - 2013 |